# برونو غوتزه
برونو غوتزه (بالبولندية: Bruno Götze)‏ (و. 1882 – 1913 م) هو راكب دراجة هوائية من بولندا، والإمبراطورية الألمانية، والإمبراطورية الروسية، ولد في فروتسواف، شارك في الألعاب الأولمبية الصيفية 1906، والألعاب الأولمبية الصيفية 1908، توفي في برلين، عن عمر يناهز 31 عاماً.

## روابط خارجية
- برونو غوتزه على موقع أرشيف الدراجات (الإنجليزية)
- برونو غوتزه على موقع إحصائيات الدراجات الإحترافية (الإنجليزية)
- برونو غوتزه على موقع أوليمبيديا (الإنجليزية)